# Gipsowy odlew falsyfikatu
Gipsowy odlew falsyfikatu – ósmy album studyjny Lecha Janerki wydany 17 listopada 2023 roku nakładem wytwórni Mystic Production.
Pracę nad albumem trwały kilkanaście lat. Kompozycje powstały w 2012 roku w przeciągu dwóch miesięcy. Przed rozpoczęciem prac nad muzyką Janerka miał już gotowy tytuł albumu, który miał w założeniu deprecjonować polski rynek muzyczny i jego samego. Teksty do gotowych kompozycji powstawały przez kolejne jedenaście lat. W 2019 roku premierę miały utwory „Wanna na Wawelu” i „Zabawawa”, które znalazły się w albumie. Do „Wanny na Wawelu” powstał teledysk reżyserii Rafała Garcarka. 24 października 2023 roku ukazał się pierwszy promujący album singiel pt. „Dupa jak sofa”. Kolejnym singlem promującym album była „Pora na zło”.
Lech Janerka określił tę płytę jako melancholijną, której trzon stanowią piosenki przestrzenne, spokojne i stonowane.
Album spotkał się z pozytywnym odbiorem. W 2024 roku Lech Janerka otrzymał pięć Fryderyków, w tym w kategorii Album Roku Alternatywa. „Gipsowy odlew falsyfikatu” zajął pierwsze miejsce w plebiscycie na polską Płytę Roku „Gazety Wyborczej”. Płyta została dobrze przyjęta również m.in. przez Rafała Samborskiego z Interii i Mirosława Pęczaka z Polityki.

## Lista utworów
1. „Omm”
2. „Chyba”
3. „I Moll”
4. „Maj”
5. „Zabawawa”
6. „Dupa jak sofa”
7. „Wanna na Wawelu”
8. „Pora na zło”
9. „Lewituj”
10. „Nie śpię, śpię i nie śpię”

(Opracowano na podstawie materiałów źródłowych)